# Bromelia balansae
Bromelia balansae är en gräsväxtart som beskrevs av Carl Christian Mez. Bromelia balansae ingår i släktet Bromelia och familjen Bromeliaceae. Inga underarter finns listade i Catalogue of Life.

## Bildgalleri

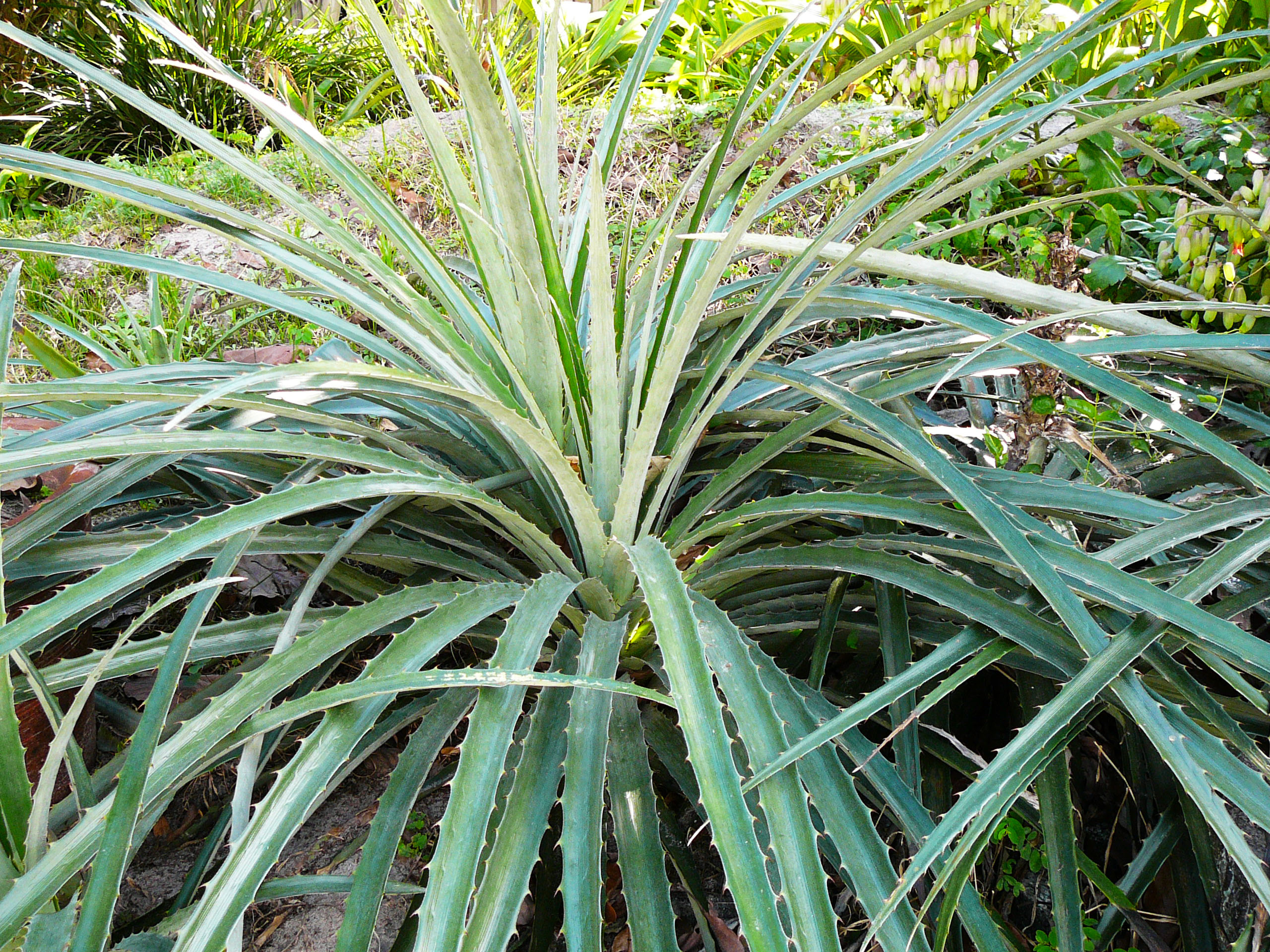
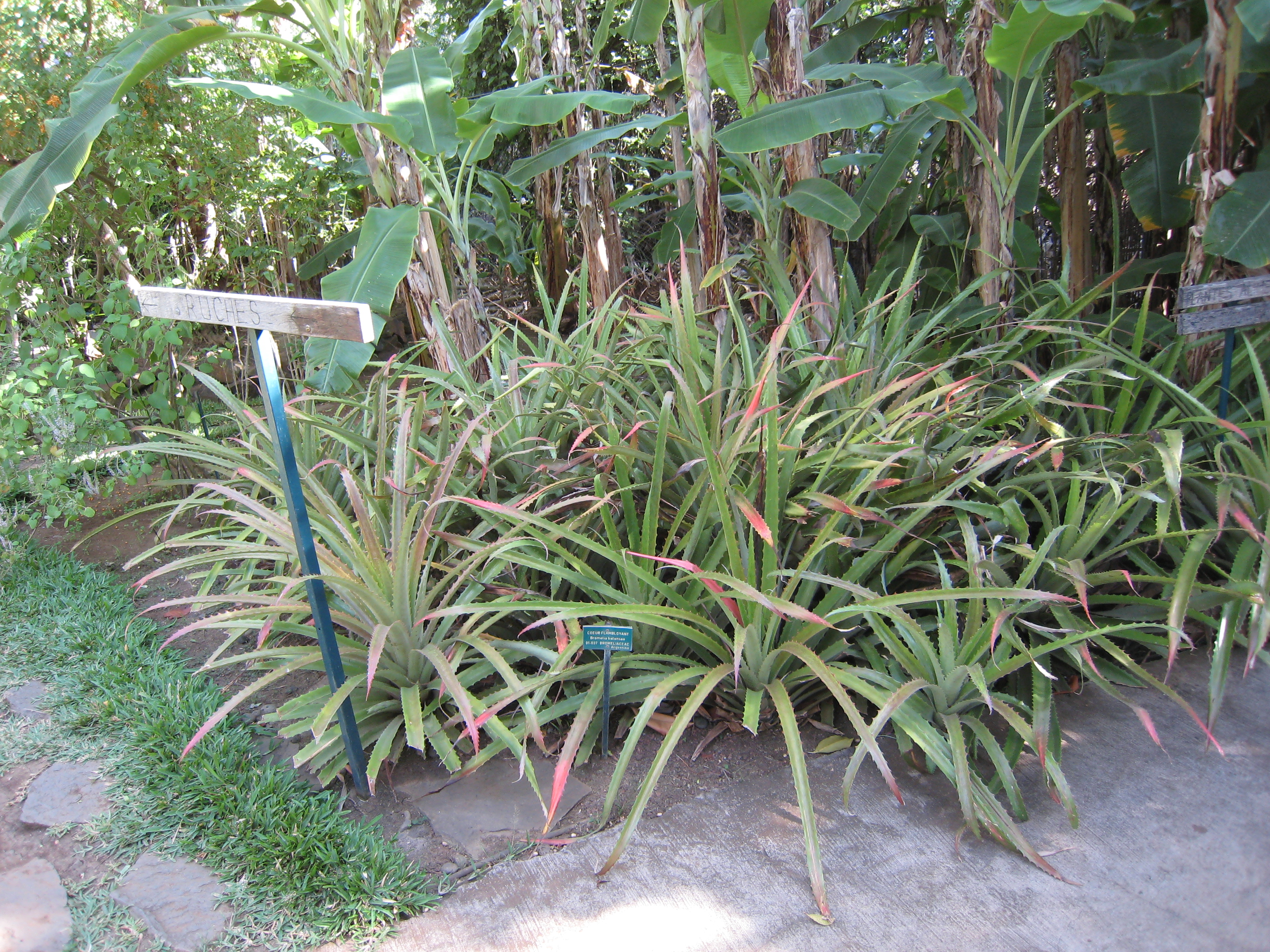
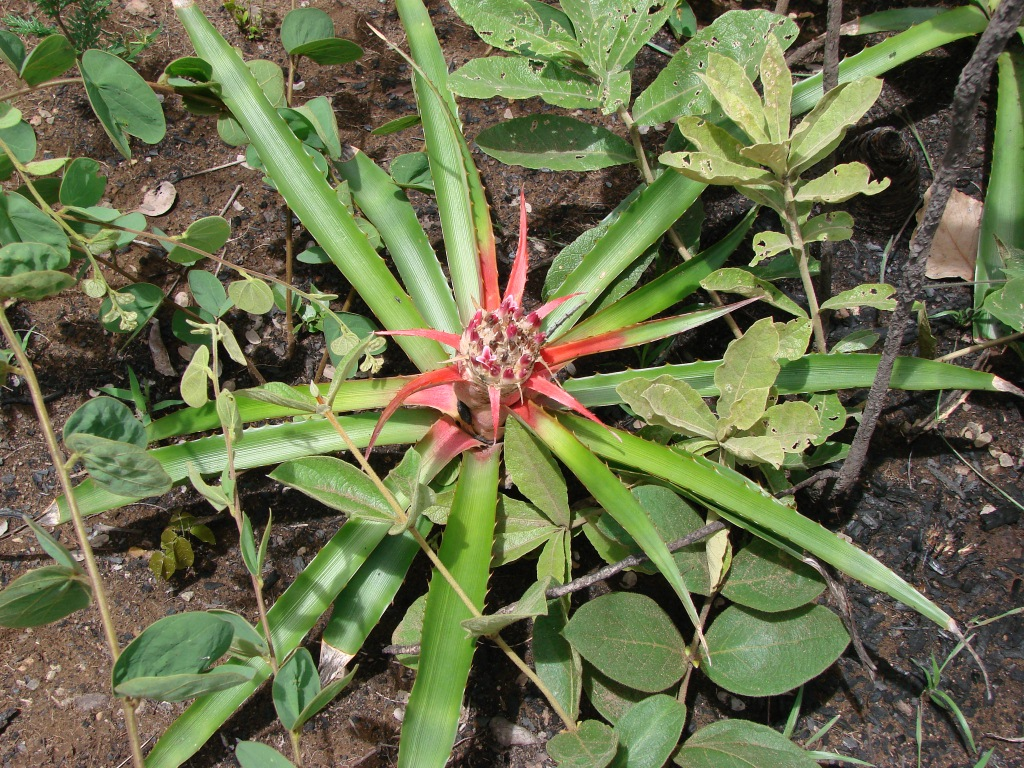
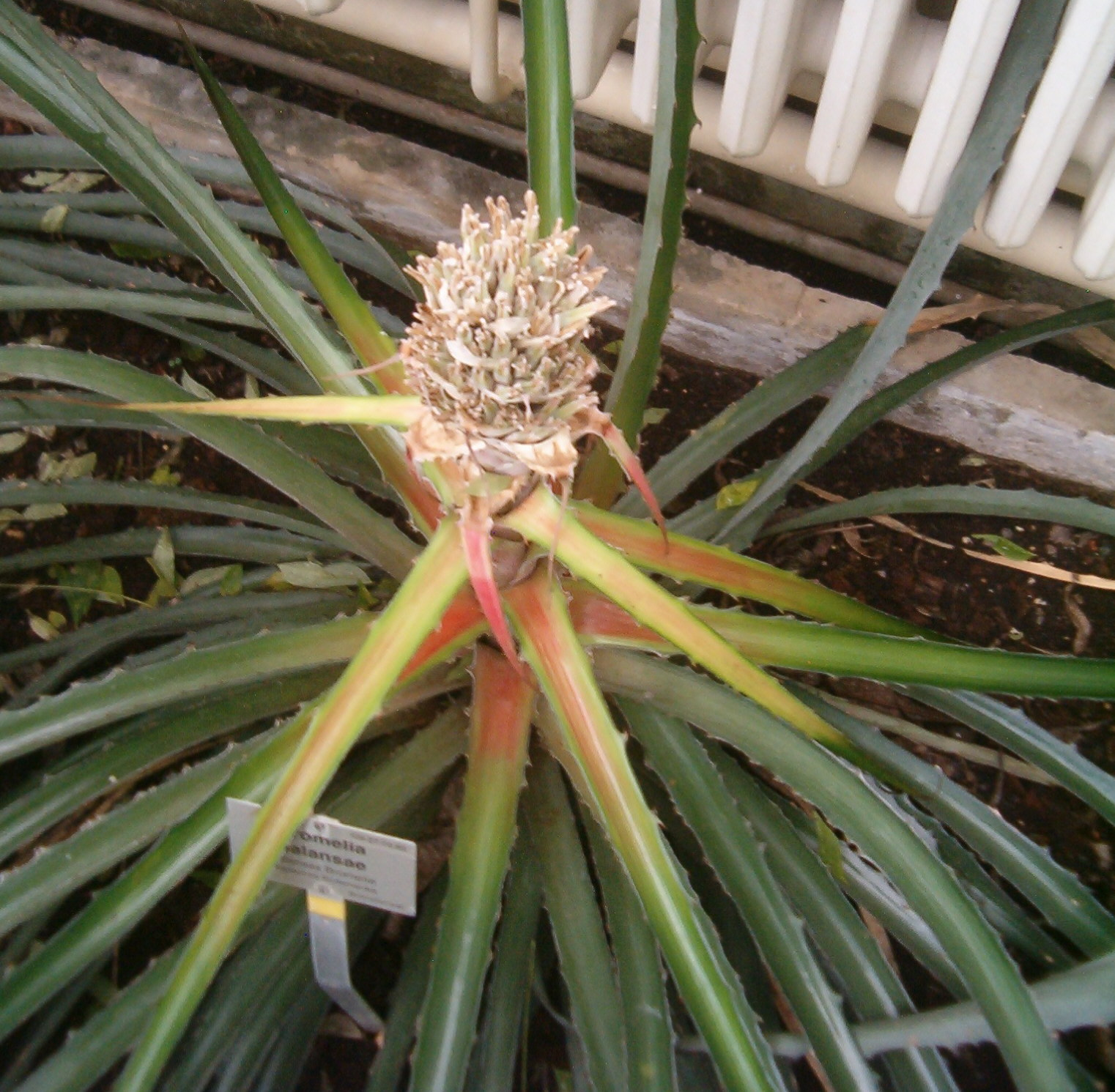